# Georges Besançon
Charles Louis Georges Besançon (Parigi, 30 maggio 1866 – Bois-Colombes, 25 ottobre 1934) è stato un giornalista francese, che fu segretario generale dell'Aéro-Club de France dal 1903 al 1934, tesoriere della Commissione permanente internazionale d'aeronautica e Segretario Generale dell'Association générale d'aeronautique Fu fondatore della École normale d'aérostation, della École supérieure de navigation aérienne, della Union aérophile de France e dello Établissement central de constructions aéronautique, primo segretario generale della Fédération Aéronautique Internationale  (1905), vicepresidente fondatore della Ligue aéronautique de France (1910).

## Biografia

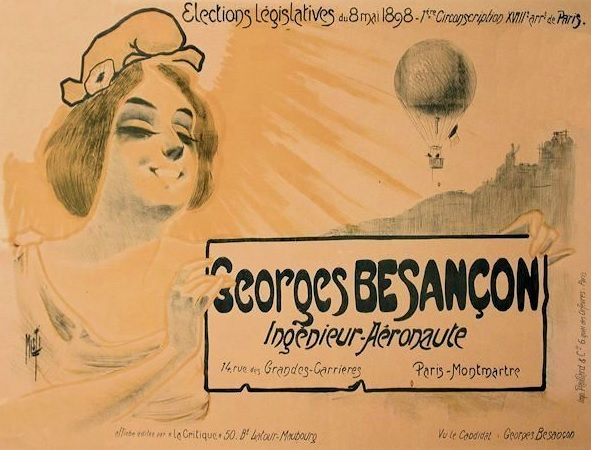
Biglietto elettorale di Georges Besançon alle elezioni elezioni legislative del 1898 disegnato dell'illustratore Ferdinand Edouard Ernest Mifliez detto Misti.

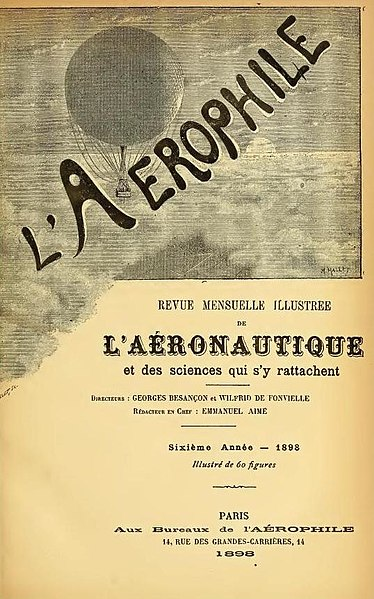
Copertina di un numero della rivista L'Aérophile edita nel 1898.

Nacque in rue Bleue n.1 nel quartiere di Faubourg-Montmartre, IX arrondissement di Parigi, il 30 maggio 1866, figlio di Élodie Joséphine che in seguito sposò Charles Casadavant.  La famiglia lasciò Parigi e si stabilì a Bois-Colombes nel 1896.
Nel 1881, all'età di quindici anni, incontrò Wilfried de Fonvielle, un veterano del parco aerostatico, nel quartiere di La Villette. de Fonvielle, lo iniziò alla passione per l'aeronautica e anche alla politica, tanto che si candidò alla elezioni parlamentari del 1898 nel 1º distretto del XVIII arrondissement di Parigi
, senza successo. Fu esonerato dal prestare servizio militare nell'Armée de terre a causa delle debole costituzione fisica e della scarsa vista.
Nel 1882 scrisse un articolo in cui spiegava le fasi della produzione dell'idrogeno, allora considera come un segreto militare, che apparve sulla rivista La Science Illustrée.
Divenuto giornalista, sostenne il progresso del settore aeronautico sia attraverso articoli storici che rievocavano le gesta di Jean-François Pilâtre de Rozier e dei fratelli Montgolfier, sia attraverso articoli scientifici sulla nuovo disciplina della navigazione aerea. Nel 1888 fu invitato a far parte della commissione per la preparazione della grande Esposizione Universale di Parigi che celebrava il centenario della Rivoluzione francese (1889). Scrisse infuocati articoli per diversi giornali popolari sulla Prima Repubblica e il suo impegno per il volo in mongolfiera, ripercorrendo le gesta degli aerostieri presso l'assedio di Parigi del 1870-1871. Pochi anni dopo, divenuto un famoso giornalista e un eminente membro e fondatore dell'Aéro-Club de France,  creò l'Associazione sindacale dei segretari di redazione e fondò il Sindacato dei giornali e dei periodici, che presiedette. A partire dal 1886 effettuò le sue prime ascensioni in mongolfiera ed ottenne il brevetto di pilota di aerostato nel 1887. Gustave Hermite, membro dell'Accademia delle Scienze di Francia, lo orientò verso l'utilizzo dell'aerostato per scopi scientifici. Nel 1889 i due immaginarono un'aeronave destinata alla conquista del Polo Nord, ma tale progetto non vide mai la luce per mancanza di fondi.
Nel gennaio 1888 fondò la École normale d'aérostation, di cui assunse la presidenza il banchiere ed aeronauta Louis Vernanchet,  che fu riconosciuta di pubblica utilità con delibera ministeriale del 9 dicembre dello stesso anno, e che addestrava all'impiego delle palloni da osservazioni gonfiati ad idrogeno le compagnie degli aerostati dell'esercito francese. In quello stesso anno fu invitato a far parte della commissione che preparava la grande Esposizione Universale di Parigi del 1889, che celebrava il centenario della Rivoluzione francese. Scrisse articoli infuocati per diversi giornali popolari sulla Prima Repubblica e il suo impegno per l'utilizzo della mongolfiera, ripercorrendo le gesta degli aeronauti durante l'assedio di Parigi nel 1870-1871, descrivendo con fervore e con dovizia di particolari gli sforzi degli aeronauti.
Nel 1889, sempre preoccupato che l'opinione pubblica sostenesse il volo in mongolfiera, fondò l'Union Aérophile de France, una società che divenne responsabile del progresso dell'aeronautica in Francia. Fu lì che incontrò Gustave Hermite, che effettuò il suo primo volo nel corso del 1889, e con lui iniziò una nuova avventura, quella dei palloni meteorologici. I due furono i primi ad utilizzare dei palloni sonda muniti di un apposito strumento per registrare la temperatura e la pressione atmosferica. 
Riconosciuta ufficialmente di pubblica utilità nel 1893, l'Union Aérophile de France formò allora una commissione scientifica composta da lui, Wilfrid de Fonvielle, Gustave Hermite scrissero articoli sulla rivista dell'associazione L'Aérophile, fondata nel gennaio 1893 e di cui divenne direttore.
Nel 1895 sostenne l'ingegnere e aeronauta svedese Salomon August Andrée nel tentativo di conquistare il continente artico, un tentativo che si concluse tragicamente nel 1897. Tra il 1886 e il 1901 egli effettuò 500 ascensioni in mongolfiera, e l'11 luglio 1892, cadde in mare durante un tentativo di attraversare il canale della Manica partendo da Le Havre. A causa del maltempo il volo si è concluso con un ammaraggio e l'equipaggio fu prelevato dopo una notte dal veliero tedesco Deutschland. Il 20 ottobre 1896, verso la fine della sera serata, insieme a Maurice Farman, suo giovane apprendista aeronauta, cerca di stabilire un record mondiale di durata di volo, detenuto dal 1875 con 22 h e 40' dallo scienziato e aeronauta Gaston Tissandier. Partiti da La Vilette, dopo diciassette ore di volo, gelati dal freddo polare quando erano saliti a 3.500 metri, i due aeronauti atterrarono nei pressi di Agen. 
Il 20 ottobre 1898 fu fondato l'Aéro-Club de France, che al 1º febbraio 1899 contava già più di 200 membri. Da allora in poi furono istituite diverse commissioni per supportare le attività dell'Aéro Club, di cui lui assunse la presidenza di quella più ambita, per la documentazione scientifica e tecnica. La rivista Aérophile diventa la rivista ufficiale dell'Aéro-Club de France.
Nel aprile 1899 fu nominato commissario generale incaricato di preparare l'Esposizione Universale di Parigi del 1900, e poi seguire l'intera manifestazione l'anno successivo, fino alla fine di ottobre. L'Esposizione Universale cambiò completamente la vita dei parigini, con cinquanta milioni di visitatori che affollarono le installazioni di Champo di Marte. Al Parc de Saint-Cloud, a Vincennes (parco cittadino), e su un terreno acquistato a Suresnes per l'Aero-Club, vengono organizzate delle ascensioni in mongolfiera. Al termine della manifestazione fu insignito della Medaglia d'oro dell'Esposizione universale.  Nel 1905 divenne il primo segretario generale della Fédération aéronautique internationale, nel 1908 partecipò alla fondazione della Chambre syndicale des industries aéronautiques di cui fu primo segretario generale,  e nel 1909, insieme al colonnello Roche, partecipò alla creazione della Ecole supérieure d'aéronautique. 
Il 30 settembre 1906 fu insignito della medaglia d'oro dell'Aéro-Club de France.
Nel 1909 fu insignito della Grande médaille de Vermeil dell’Accademia delle scienze di Francia, consegnatagli dal presidente dell'Accademia Henri Poincaré.
Il 5 giugno 1910 rimane vittima di un incidente aereo a bordo di un velivolo pilotato dallo stesso Maurice Farman, riportando una frattura ad un braccio. Diventato un giornalista di fama e un eminente membro e fondatore dell'Aéro-Club de France, creò l'Association syndicale des secrétaires de rédaction e fondò il Syndicat des journaux et publications périodiques di cui divenne presidente.
All'inizio degli anni Venti del XX secolo espresse il desiderio di rilanciare una competizione di palloni liberi che era stata un po' dimenticata, il Grand Prix des spheriques de l'Aéro-Club de France, la cui decima edizione si era svolta il 19 luglio 1914, poco prima della grande guerra. Organizzato nel maggio 1922, quest'ultimo festival delle mongolfiere fu per lui una grande soddisfazione in quanto prese posto nella gondola accanto all'aeronauta ed esploratore Henry de La Vaulx e al suo amico Alberto Santos-Dumont nel pallone pilota. Insignito della Croce di Commendatore della Legion d'onore il 5 agosto 1934, minato dalla malattia si spense il 25 ottobre dello stesso anno a Bois-Colombes, sei mesi dopo aver presentato dimissioni dal suo incarico di segretario generale dell'Aero-Club de France, che aveva ricoperto per trent'anni (1903-1934).
È sepolto nel cimitero di Père-Lachaise.

## Pubblicazioni
- Notre flotte aérienne, con Wilfried de Fonvielle, ÉditionGauthier-Villars, 1908.
- Ballons et aéroplanes, Garnier Frères, Paris, 1911.
- Les Zeppelins, Bloud et Gay, 1925.

### Annotazioni
1. ↑  Nata l'11 gennaio 1837, sposò Charles Casadavant il 26 agosto 1882 a Parigi. La signora ebbe altri quattro figli: Marie-Louise (1868), Marthe-Nelly (1870), Gaston-Victor (1872) e Louise Georgina (1883).
2. ↑  Libero dai vincoli degli aquiloni utilizzati in precedenza il pallone si librava liberamente nell'atmosfera, e una volta toccato terra la strumentazione poteva essere agevolmente recuperata con i relativi dati contenuti.
3. ↑  Su proposta del Ministro del commercio e dell'industria Jean Cruppi.
4. ↑  Su proposta del Ministro dei lavori pubblici (aviazione) Yves Le Trocquer.
5. ↑  Su proposta del Ministro dell'aviazione Victor-Léon-Ernest Denain.

### Fonti
1. 1 2  Mancini 1936, p. 87.
2. 1 2 3  Radiosonde.
3. 1 2 3 4 5 6 7 8 9 10 11 12 13 14 15 16 17 18 19 20 21 22 23 24 25 26  Hydroretro.